# Murrumbeena
Murrumbeena est une banlieue de Melbourne, en Australie, située à 13 km au sud-est du centre-ville de Melbourne, appartenant à la zone d'administration locale de la ville de Glen Eira.
Au recensement de 2021 (en), Murrumbeena comptait 9 369 habitants,.